# Trosia nigropuncta
Trosia nigropuncta is een vlinder uit de familie van de Megalopygidae. De wetenschappelijke naam van de soort is voor het eerst geldig gepubliceerd in 1909 door Druce.